# Magno Arborio
Magno Arborio (in latino Magnus Arborius; fl. 379-380) è stato un funzionario romano di età imperiale, praefectus urbi di Roma nel 380.

## Biografia
Secondo lo storico Otto Seeck, nella figura di Magno Arborio andrebbero riuniti due funzionari attestati dalle fonti. Il primo è l'Arborio menzionato come comes sacrarum largitionum in una legge del 379 e poi come praefectus urbi di Roma nel 380 da due leggi; l'altro l'anziano prefetto Magno, il quale convinse il Senato romano a contribuire al fondo per l'acquisto di cibo in occasione di una carestia, e che fu amico di Martino di Tours, il quale ne curò la figlia ammalata.
Sarebbe stato figlio di Emilio Magno Arborio, e dunque parente, probabilmente cugino, del poeta Decimo Magno Ausonio.